# Elena Ibáñez Guerra
Elena Ibáñez Guerra (Asturies,1954) és una psicòloga valenciana.
Es va formar en l'Escola de Psiquiatría de València i es va reunir a un professorat especialitzat en diferents tipus de teràpia com tractaments conductuals, com la psicofarmacologia i psicoanàlisi.
Els seus estudis s'han profunditzat en el camp de la Psicooncologia, relacionant la personalitat del malalt amb la seua patologia.
El seu interès per el camp de les adiccions s'emmarca en els treballs sobre els trastorns de personalitat. També es va interesar en com les addiccions actuen de diferent manera segons el tipus de personalitats i els trastorns que desencadena la droga.